# Willem van der Stove
Willem van der Stove (veertiende eeuw) was een burgemeester van Brugge.

## Levensloop
Willem van der Stove behoorde tot een Brugse patriciërsfamilie. Hij droeg de opmerkelijke naam "Van der Stove" (in het Frans: de l'Etuve, in het Latijn: de Stufa), wat er kan op wijzen dat de eerste naamdrager van deze familie eigenaar was of zelfs uitbater van een of meer stoven of badhuizen. Het is bekend dat hieraan een connotatie van bordeelachtig gebruik vastzat. De eerste naamdrager kon uiteraard verschillende generaties vroeger te situeren zijn. Een andere uitleg is dat deze familie, meer bepaald Willem van der Stove, een landgoed Donkerdoorp bezat in Moerkerke, met inbegrip van het ernaast gelegen leen genaamd Ter Stove, zonder dat er zekerheid bestaat wat er eerst kwam van de familienaam of van de benaming van het leen. In dit geval had stove de betekenis van droogoven om bijvoorbeeld mede of andere planten te drogen. 
Van der Stove was getrouwd met Volcwijf van Aertricke, dochter van Gillis van Aertricke. Hun dochter Margaretha trouwde met Boudewijn van Dudzele. In de jaren 1320 was hij lid van de koopliedengilde en betrokken bij de handel met Engeland. Hij bezat uitgebreide eigendommen in Sint-Kruis, in Sint-Katarina bij Damme, in Uitkerke, Moere en Gistel, en in Lampernisse (Veurne-Ambacht). In Brugge bezat hij een woning in de Zilverstraat.
Tijdens de eerste helft van de veertiende eeuw was Willem van der Stove een leidende politieke personaliteit in de stad, waarbij hij duidelijk de zijde van de graaf van Vlaanderen en, subsidiair, van de Franse koning koos. Hij was een trouwe vazal en medewerker van de graaf. Toen die in 1335 voor enkele weken naar Avignon trok, werd een regentieraad aangesteld voor het graafschap Vlaanderen en Van der Stove maakte er deel van uit.
Hij vervulde de volgende gemeentelijke ambten:
- schepen in 1324-1325;
- burgemeester van de raadsleden in 1331-1332 en 1336-1337;
- burgemeester van de schepenen in 1328-1330, 1330-1331, 1332-1333, 1333-1334, 1335-1336, 1337-1338.

Het betekent dat hij gedurende tien jaar praktisch onafgebroken aan het hoofd van het stadsbestuur stond. Het waren onrustige tijden. In 1322 was, na het overlijden van graaf Robrecht van Bethune, zijn kleinzoon Lodewijk II van Nevers als zijn opvolger aangeduid. Na aanvankelijk goede verhoudingen liet het Brugse bestuur zich meeslepen, samen met Gent en andere steden, in de strijd tegen de graaf en tegen de Franse koning, die uitliep op een verpletterende nederlaag van het gemeentelijk leger op 23 augustus 1328 in Kassel, waar de opstandige troepen vochten onder de leiding van Nicolaas Zannekin. Lodewijk van Nevers kwam Brugge op 9 september als overwinnaar binnen. De aanvoerder van de Brugse milities en voormalig burgemeester van de raadsleden Willem de Deken werd naar Parijs gevoerd en er terechtgesteld. 
De graaf stelde een nieuw stadsbestuur aan, met Willem van der Stove als burgemeester van de schepenen. Het nieuwe bestuur moest er voor zorgen de opgelegde zware boete van 100.000 pond parisis te betalen. Tegen 1335 was die vereffend. Van der Stove werkte ook mee aan het opstellen van de lijst van 813 Bruggelingen die als gijzelaars werden opgepakt en naar Parijs of elders werden overgebracht.
Er werd een nieuwe (strengere) stadskeure opgelegd en het bestuur moest die doen aanvaarden door de bevolking. Voortaan werd het stadsbestuur uitsluitend door de graaf benoemd. De regel van de 'wepelgang' of alternatie werd hierbij niet meer opgevolgd, met als gevolg dat de gezagsgetrouwe Van der Stove jaren na elkaar herbenoemd werd.
In 1338 begon de Honderdjarige Oorlog tussen Frankrijk en Engeland en het graafschap Vlaanderen werd hierin meegesleept. In Gent kwam Jacob van Artevelde aan de macht en koos eerst voor een neutrale houding en vanaf december 1339, om economische redenen, voor een bondgenootschap met de Engelsen. Ook in Brugge trad op 13 juni 1338 een revolutionair bestuur in functie, gesteund door de volksklasse. Dit betekende het einde van de politieke loopbaan van Willem van der Stove. Het nieuwe bestuur verleende onmiddellijk de volle vrijheid en teruggave van hun goederen aan de gijzelaars van 1328 (die eigenlijk al vanaf 1330 weer thuis waren) en zorgde voor een nieuwe vrijere stadskeure.
Een van de verwezenlijkingen van Van der Stove was de aankoop in 1331 van het leen Ayshove in Ramskapelle, waarop hij een gemeentelijke steenbakkerij installeerde. In de volgende decennia werd dit de voornaamste leverancier van bakstenen voor de wederopbouw (onder meer van de stadspoorten) en voor de uitbreiding van het bebouwde stadsdeel, zoals het bouwen van bruggen en fonteinen.
Hij was ook voogd van het Bogaerdenklooster en zijn naam komt voor op verschillende akten waarbij hij namens deze instelling optrad.
Naast zijn stedelijke functies was Van der Stove vanaf 1333 raadsheer van de graaf. In dat jaar verwezenlijkte hij, samen met twee andere raadsheren, een akkoord met Schotse handelaars in Vlaanderen teneinde schade te vergoeden die door Vlaamse handelaars was opgelopen in Schotland. In 1335 werd hij loid van het college van ruwaards van Vlaanderen. Hij tad op in de financies van de graaf en in de doorlichting van de fiscaliteit.
Naast Willem van der Stove worden verschillende naamdragers vermeld in allerhande akten of kronieken: Margaretha (echtgenote van Jan Losschaert), Gillis, Jacob, Jan en Wouter van der Stove.

## Bron
- Dirk VANDENAUWEELE, Schepenbank en schepenen te Brugge (1127-1384). Bijdrage tot de studie van een gewone stedelijke rechts- en bestuursinstelling, met lijst van Wetsvernieuwingen van 1211 tot 1357, doctoraatsverhandeling (onuitgegeven), Katholieke Universiteit Leuven, 1977.